# Hvidemose (Holstebro Kommune)
 For alternative betydninger, se Hvidemose. (Se også artikler, som begynder med Hvidemose)
Hvidemose en lille bebyggelse i Nordvestjylland i det sydøstlige hjørne af Ejsing Sogn. Her var der tidligere et trinbræt på Viborg-Skive-Struer Jernbanen. Bebyggelsen ligger i Holstebro Kommune og hører til Region Midtjylland. 
Området omkring Hvidemose er tyndt befolket og præget af hedeplantager. 
Tidligere har her ligget et omfattende mosebrug hvor der blev gravet tørv i stor stil. Tørvebruget blev anlagt i 1893 af fabrikant K. Rolandsen. Han brugte de metoder som blev pioneret af Ritmester Rahbek i Sparkær, og nåede op på at producere 50.000 tørv pr. dag. Det gav transportproblemer som blev løst ved at Rolandsen betalte for vigespor og billetsalgssted ved banen. I 1895 afsendtes 20 godsvogne med tørv om dagen.
Rolandsen byggede ligeledes mange huse til sine arbejdere, samt oprettede en privatskole. Husene var dog ikke af særlig god kvalitet. En del er senere blevet opkøbt af kommunen og revet ned for at spare socialhjælp.